# 祝續
祝續（1479年—？），字遙緒，直隸蘇州府長洲縣人，官籍，明朝政治人物。

## 生平
正德二年（1507年）丁卯科應天府鄉試第一百一十一名舉人。正德六年（1511年）中式辛未科會試第三百二十一名，登第二甲第七十五名進士。改翰林院庶吉士，八年十月授礼科给事中，十二年二月升工科右，十四年七月宁王朱宸濠叛乱，命随军紀功，後因考察调外任。贬江西臨江府同知，嘉靖四年（1525年）二月升河南按察司佥事，六年正月升陕西按察司副使、整饬岷州边備，遷广东左参政，十二年九月升湖广按察使。復除广西按察使，十六年十一月升本省右布政使，十九年（1540年）十二月考察以老疾致仕。

## 家族
曾祖祝顥，曾任布政司右參政；祖父祝瓛；父祝允明，曾任貢士。母李氏。重庆下。